# نوزده‌ضلعی
| نوزده‌ضلعی منتظم                      | نوزده‌ضلعی منتظم                                             |
| ------------------------------------ | ----------------------------------------------------------- |
| یک نوزده‌ضلعی منتظم                   |                                                             |
| اضلاع و رأس‌ها                        | ۱۹                                                          |
| نماد اشلفلی                          | {۱۹}                                                        |
| مساحت (با طول ضلع {\displaystyle a}) | {\displaystyle {\frac {19}{4}}a^{2}\cot {\frac {\pi }{19}}} |
| زاویه داخلی (درجه)                   | {\displaystyle \approx 161.052}                             |

در هندسه، نوزده‌ضلعی (به انگلیسی: Nonadecagon یا Enneadecagon)، یک چندضلعی با نوزده ضلع است.

## نوزده‌ضلعی منتظم
یک نوزده‌ضلعی منتظم دارای ضلع‌ها و زاویه‌های داخلی برابر است. اندازهٔ زاویه‌های داخلی هر رأس آن، در حدود ۱۶۱٫۰۵ درجه بوده و مساحت آن با استفاده از رابطهٔ زیر محاسبه می‌شود:
{\displaystyle {\begin{aligned}A&={\frac {19}{4}}a^{2}\cot {\frac {\pi }{19}}&\simeq 28.4652\,a^{2}.\end{aligned}}}
یک نوزده‌ضلعی منتظم با استفاده از خط‌کش و پرگار قابل ترسیم نیست.